# 통일장 이론
통일장 이론(統一場理論, 영어: unified field theory, UFT)은 자연계의 4가지 힘인 중력, 전자기력, 약한 상호작용 그리고 강한 상호작용을 통합하려는 시도의 대표적인 접근 방식이다. 중력장과 전기장, 자기장 그리고 핵력장이 같은 근원을 지닌다는 물리학 이론의 한 분야이다.

## 역사
지금까지 알려진 힘의 종류는 4가지로 중력, 전자기력, 강한 핵력, 약한 핵력이 있다. 과학자들은 이 힘들을 통일장이론을 통해 입자들 사이에 작용하는 힘의 형태와 상호관계를 하나의 통일된 개념으로 기술하고자 했다.
이러한 통일적 해석은 이미 뉴턴의 시기부터 있었다. 아이작 뉴턴은 태양계의 운동과 지상에서 물체의 운동을 하나의 통합된 관점에서 설명하기 위하여 중력(만유인력)을 만들었다.
뉴턴 이후 1870년대에 제임스 클러크 맥스웰은 ‘맥스웰 방정식’을 통해 자기현상과 전기현상을 전자기장 텐서(tensor)라는 하나의 이론으로 설명하였다.
1915년 아인슈타인(Albert Einstein)이 일반상대성이론을 통해 뉴턴이론의 등가원리를 바탕으로 중력을 기하학으로 설명한 이후 아인슈타인을 포함한 과학자들은 전자기 현상과 중력 현상을 포괄하는 새로운 이론인 통일장이론을 연구하였다.
1918년 수학자인 헤르만 바일은 처음으로 일반상대성이론과 전자기 현상을 통일하려는 시도를 하였는데, 바일은 이 통일장이론에서 전자를 공간에 연속적으로 분포되어 있는 물질로 파악하고 현재 게이지 변환(gauge transformation)으로 불리는 방법을 활용한 리만기하학이나 4차원 공간 등의 다차원공간으로의 확장을 통해 중력과 전자기력을 통일하려고 하였다. 아인슈타인은 바일의 연구를 부정하고 자신의 방법으로 통일장이론을 연구하였지만 문제를 해결하지는 못하였다.
아인슈타인의 통일장이론에 대한 연구는 광양자 가설의 통계적 성격을 극복하려는 노력으로도 알 수 있다. 1917년 아인슈타인은 자연복사와 유도복사에 대한 논의를 전개하는 과정에서 광양자의 방출이 통계적으로만 이해됨을 알아냈다. 당시 아인슈타인은 광양자에 대한 논의가 불완전하기 때문에 양자론에 내재되어 있는 비결정론적 성격에 대한 문제가 해결되지 않는다고 생각하였다. 이를 극복하기 위하여 1923년 상대론적인 장방정식을 바탕으로 연속체 가설과 결정론적 기술이 포함된 하나의 상위 결정된 (überbestimmten) 미분방정식 체계를 유도해보려고 노력했다.
1930년대 빠르게 발전한 원자핵과 소립자 현상의 연구는 중력과 전자기력이라는 고전적 힘 이외에 기본입자와 같은 미시적 크기에서만 작용하는 약한 상호작용과 강한 상호작용을 새로운 힘으로 인식하게 하였다. 이로써 자연계에 4가지 힘이 존재한다는 것을 발견하였다. 약한 상호작용은 원자핵의 붕괴를 통해서, 강한 상호작용은 유카와 히데키에 의한 핵력의 중간자론을 통해 발견되었다.
스티븐 와인버그와 압두스 살럼은 전자기상호작용과 약한 상호작용의 통일적 기술을 제안하였다. ‘전자기약력이론’이라고 불리는 이 이론은 아주 가까운 거리에서는 두 힘이 같은 힘이지만, 거리가 멀어지면서 대칭성이 깨지며 전자기 힘과 약한 힘으로 나뉨을 보였다. 이는 1984년 가속기 실험을 통해 증명되었다. 와인버그와 살람은 이 이론으로 1979년 노벨상을 수상하였다.
계속하여 강력, 약력, 전자기력을 하나로 묶는 ‘대통일장이론(grand unification theory)’의 수학적 기술이 가능하게 되었다. 이를 게이지 이론이라고 한다. 게이지이론은 어떤 종류의 전하를 띠고 있는 입자 사이에 게이지입자들이 매개하여 상호작용하는 것으로 설명한다. 대통일장이론은 입자들이 일정거리 이하로 가까워지면 전자기력, 약력, 강력 등 세 힘이 하나의 힘으로 기술됨을 보여준다. 그러나 이 이론은 몇 가지 문제점을 안고 있다. 이 문제점을 해결하기 위해 초대칭이론을 사용하였으나, 현재까지 초대칭입자는 발견되지 않았다.
대통일장 이론에 의해 전자기력, 약력, 강력은 통일되었으나 아인슈타인이 시도하였던 중력과의 통일은 아직 이루어지지 않았다. 즉, 중력을 양자화하는 일에 성공하면 통일장이론을 거의 이루는 것이 된다. 그러나 중력은 거대 규모의 물리학에서 나타나는 물리학이고, 양자론은 미시세계에 적합한 이론이기 때문에 이 두 힘을 합치는 것은 쉬운 일은 아니다.
물리학자들은 이를 해결하기 위하여 ‘끈(string)’이론과 ‘막(membrane)’이론을 도입하고 있다. 기본입자들을 끈의 진동이나 막으로 바라보는 시각이다. 이는 고차원에서 중력과 양자론을 결합하려는 시도로 ‘만물의 이론(TOE; Theory of Everything)'라고도 불린다.
초기의 초끈이론은 광자와 중력자 등을 끈의 진동으로 설명하기 위하여 자연계를 무려 26차원으로 기술하였다. 그러나 1995년 이후 프린스턴 고등연구원의 위튼(Edward Witten) 박사가 기존의 다섯 가지 이론이 근본적인 차이가 없음을 밝히고 이들을 통합시킬 수 있는 단일한 이론체계인 ‘M이론’을 제시하면서 새로운 도약의 계기를 맞고 있다.
그러나 자연과 우주의 근원이 물질과 힘이 아닌, 끈과 막에 의해 설명될 수 있다고 믿는 초끈이론도 수학적으로 완벽할지 몰라도 실험을 통한 실제적인 끈의 존재를 입증할 수 없다면 수학적 이론에 머물거나 과학이라기 보다는 철학적 차원으로 볼 수 밖에 없다는 문제를 갖는다.

## 물리학의 통일문제에 대하여
알베르트 아인슈타인이 프로이센과학아카데미에 발표한 1921년의 '물리학의 통일문제에 대하여'(On the Unification Problem in Physics)라는 논문은  테오도어 칼루차의 통일장 이론과 헤르만 바일의 통일장이론등을 다룬바있다.

## 같이 보기
- 칼루차-클레인 이론